# Kurt Sutter
Kurt Sutter, född 5 maj 1960 i Rahway, New Jersey, är en amerikansk manusförfattare och skådespelare. Han har bland annat skrivit manuset till The Shield (2002-2008) och serien Sons of Anarchy (2008-2014). Kurt Sutter är gift med Katey Sagal och har även ett barn med henne.